# تری ولز فارگو سنتر
تری ولز فارگو سنتر یک آسمان‌خراش واقع در ایالات متحده آمریکا می‌باشد. معمار این بنا TVS Design است. تعداد طبقاتش ۳۲ است.